# Elecciones federales de Canadá de 2021
Las elecciones federales de Canadá de 2021 se llevaron a cabo el 20 de septiembre de ese año. En ellas se eligieron a todos los miembros de la Cámara de los Comunes para el 44.º parlamento canadiense, luego de que la gobernadora general Mary Simon disolviera el parlamento el 15 de agosto de 2021, a solicitud del primer ministro Justin Trudeau.
Según los resultados de la noche de las elecciones, se esperaba que el Partido Liberal liderado por Justin Trudeau mantuvieran su lugar como partido gobernante, pero no lograron obtener una mayoría parlamentaria. Los liberales obtuvieron la mayor cantidad de escaños con 160; como no alcanzó los 170 escaños necesarios para una mayoría en la Cámara de los Comunes, formaron un gobierno minoritario con el apoyo de otros partidos. Los liberales establecieron un récord en el porcentaje de votos más baja de un partido que pasaría a formar gobierno, obteniendo el 32,6% del voto popular, perdieron en voto popular frente a los conservadores como lo hicieron en 2019.
Los conservadores liderados por Erin O'Toole obtuvieron 119 escaños, 2 menos que su resultado en 2019, y continuaron como la Oposición Oficial. El Bloc Québécois dirigido por Yves-François Blanchet obtuvo 32 escaños, sin cambios con respecto a las elecciones anteriores. El Nuevo Partido Democrático dirigido por Jagmeet Singh obtuvo 25 escaños, un aumento de 1 escaño, pero no cumplió con las expectativas. El Partido Verde mantuvo 2 escaños, pero la líder del partido Annamie Paul fue derrotada por tercera vez en el distrito Toronto Centre, el partido recibió el 2,3% del voto popular, aproximadamente un tercio de lo que ganó en 2019. El Partido Popular no obtuvo ningún escaño, a pesar de obtener casi el 5% del voto popular, y el líder del partido Maxime Bernier fue derrotado por segunda vez en el distrito Beauce.

## Antecedentes
En las elecciones federales de 2019 los partidos progresistas y de centroizquierda obtuvieron el 63% de los votos, siendo estos el Partido Liberal, los Nuevos Demócratas, el Bloc Québécois y los Verdes, lo cual garantizó gobernabilidad y estabilidad en el parlamento para el  Partido Liberal de Justin Trudeau, el cual perdió la mayoría parlamentaria que había conseguido en las elecciones de 2015 pero siguió siendo el partido con mayor número de escaños, lo cual lo mantuvo como el partido de gobierno. Por otro lado, el Partido Conservador obtuvo el 34% de los votos, consiguiendo menos escaños que los liberales y continuaron siendo oposición.
Inmediatamente después de las elecciones, todos los líderes anunciaron inicialmente que continuarían como jefes de sus respectivos partidos en la próxima sesión del Parlamento. Sin embargo, Elizabeth May dijo que podría no llevar a los Verdes a la 44.ª elección, y finalmente renunció como líder del Partido Verde el 4 de noviembre de 2019. El 6 de noviembre de 2019, los miembros del caucus conservador decidieron no adoptar una medida que les hubiera dado la posibilidad de destituir a Andrew Scheer como líder. Su liderazgo aún habría sido revisado en la próxima convención del partido, que estaba programada para abril de 2020. Sin embargo, el 12 de diciembre Scheer anunció su intención de dimitir como líder. Permaneció hasta que su sucesor, Erin O'Toole, fue elegido y permanece como diputado.
El 15 de agosto de 2021, después de una solicitud del primer ministro Trudeau, Mary Simon disolvió el parlamento y convocó elecciones para el 20 de septiembre. Las elecciones se convocaron el mismo día de la caída de Kabul. En las primeras dos semanas de la campaña, Trudeau recibió críticas por no actuar con la suficiente rapidez ante la ofensiva talibán de 2021 para evacuar a los afganos que apoyaron los esfuerzos militares y diplomáticos de Canadá durante la guerra en Afganistán.

## Cronología

### 2019
- 4 de noviembre de 2019: Elizabeth May renuncia como líder del Partido Verde de Canadá, lo que desencadena una elección de liderazgo programada para octubre de 2020.
- 12 de diciembre de 2019: Andrew Scheer anuncia su intención de renunciar como líder del Partido Conservador de Canadá, lo que desencadena una elección de liderazgo programada para agosto de 2020.

### 2020
- 23 y 24 de agosto de 2020: Erin O'Toole es elegido líder del Partido Conservador.
- 3 de octubre de 2020: Annamie Paul es elegida líder del Partido Verde.

### 2021
- 15 de agosto de 2021: Se disuelve el Parlamento y se retiran las órdenes electorales.[18]
- 2 de septiembre de 2021: 1er debate de líderes francófonos, organizado por TVA Nouvelles.
- 8 de septiembre de 2021: 2º debate de líderes francófonos, organizado por la Comisión de Debate de Líderes.
- 9 de septiembre de 2021: debate de líderes en inglés, organizado por la Comisión de Debate de Líderes.
- Del 10 al 13 de septiembre de 2021: Encuesta anticipada.
- 14 de septiembre de 2021: Último día para solicitar la votación por correo en línea. Último día para votar por boleta especial en una oficina de retorno

## Partidos políticos
La siguiente tabla enumera los partidos representados en la Cámara de los Comunes después de las elecciones federales de 2019, con sus respectivos líderes.
| Partido Liberal                                  | Partido Conservador                            | Bloc québécois                                          | Nuevo Partido Democrático                             | Partido Verde                       |
| Justin Trudeau                                   | Erin O'Toole                                   | Yves-François Blanchet                                  | Jagmeet Singh                                         | Annamie Paul                        |
|                                                  |                                                |                                                         |                                                       |                                     |
| Líder desde el 14 de abril de 2013               | Líder desde el 24 de agosto de 2020            | Líder desde el 17 de enero de 2019                      | Líder desde el 1 de octubre de 2017                   | Líder desde el 3 de octubre de 2020 |
| Miembro de la Cámara de los Comunes por Papineau | Miembro de la Cámara de los Comunes por Durham | Miembro de la Cámara de los Comunes por Beloeil—Chambly | Miembro de la Cámara de los Comunes por Burnaby South | Activista ambiental                 |

### Por provincias y territorios

Resultado de las elecciones por provincias y territorios

## Campaña
| Partido | Partido                   | Ideología                   | Lema de campaña       | Lema de campaña    | Plataformas de políticas | Ref    |
| Partido | Partido                   | Ideología                   | En inglés             | En francés         | Plataformas de políticas | Ref    |
| ------- | ------------------------- | --------------------------- | --------------------- | ------------------ | ------------------------ | ------ |
|         | Liberal                   | Liberalismo de izquierda    | Forward. For Everyone | Avançons ensemble  | PDF                      | [ 19 ] |
|         | Conservador               | Conservadurismo             | Secure the Future     | Agir pour l'avenir | PDF                      | [ 20 ] |
|         | Bloc Québécois            | Socialdemocracia            | N/A                   | Québécois          | PDF                      | [ 21 ] |
|         | Nuevo Partido Democrático | Socialismo democrático      | Fighting for You      | Oser ensemble      | PDF                      | [ 22 ] |
|         | Verde                     | Ecologismo Socialdemocracia | Be Daring             | Faites le saut     | PDF                      | [ 23 ] |

## Debates
| Fecha                   | Organizador                    | Localización                           | Idioma      | Moderador     | Justin Trudeau          | Erin O'Toole  | Yves-François Blanchet | Jagmeet Singh | Annamie Paul   | Ref    |               |               |               |               |             |               |
| ----------------------- | ------------------------------ | -------------------------------------- | ----------- | ------------- | ----------------------- | ------------- | ---------------------- | ------------- | -------------- | ------ | ------------- | ------------- | ------------- | ------------- | ----------- | ------------- |
| Fecha                   | Organizador                    | Localización                           | Idioma      | Moderador     | 2 de septiembre de 2021 | TVA Nouvelles | Montreal, Quebec       | Francés       | Pierre Bruneau | Ref    | Participantes | Participantes | Participantes | Participantes | No invitada | [ 24 ] [ 25 ] |
| 8 de septiembre de 2021 | Comisión de Debates de Líderes | Museo Canadiense de Historia, Gatineau | Patrice Roy | Participantes | Participantes           | Participantes | Participantes          | Participantes | [ 26 ]         |        |               |               |               |               |             |               |
| 9 de septiembre de 2021 | Comisión de Debates de Líderes | Museo Canadiense de Historia, Gatineau | Inglés      | Shachi Kurl   | Participantes           | Participantes | Participantes          | Participantes | Participantes  | [ 26 ] |               |               |               |               |             |               |

## Encuestas

| Encuesta            | Fecha       | Muestra | CPC            | LPC         | NDP  | BQ   | GPC  | PPC  | Otros |     |     |     |     |
| ------------------- | ----------- | ------- | -------------- | ----------- | ---- | ---- | ---- | ---- | ----- | --- | --- | --- | --- |
| Encuesta            | Fecha       | Muestra | Nanos Research | 19 Sep 2021 | 832  | 31.2 | 32.4 | 17.5 | Otros | 7.5 | 4.5 | 6.6 | 0.3 |
| Forum Research      | 19 Sep 2021 | 1,181   | 33.0           | 29.4        | 16.2 | 6.9  | 2.9  | 10.3 | 1.3   |     |     |     |     |
| Research Co.        | 19 Sep 2021 | 1,800   | 32             | 32          | 19   | 7    | 4    | 6    | 1     |     |     |     |     |
| Mainstreet Research | 19 Sep 2021 | 2,211   | 30.4           | 33.4        | 18.1 | 6.0  | 2.1  | 9.3  | 0.7   |     |     |     |     |
| Abacus Data         | 19 Sep 2021 | 2,431   | 32             | 31          | 19   | 7    | 4    | 6    | 2     |     |     |     |     |
| EKOS                | 19 Sep 2021 | 1,662   | 27.3           | 32.6        | 18.0 | 7.3  | 3.9  | 9.9  | 1     |     |     |     |     |
| Counsel             | 18 Sep 2021 | 3,298   | 30             | 31          | 19   | 7    | 4    | 7    | 2     |     |     |     |     |
| EKOS                | 18 Sep 2021 | 1,327   | 26.9           | 32.1        | 18.5 | 7.2  | 4.4  | 10.0 | 0.9   |     |     |     |     |
| Nanos Research      | 18 Sep 2021 | 1,679   | 30.5           | 30.8        | 21.0 | 6.5  | 4.7  | 5.6  | 1.0   |     |     |     |     |
| Mainstreet Research | 18 Sep 2021 | 2,494   | 30.5           | 31.9        | 19.0 | 6.4  | 2.5  | 8.9  | 0.8   |     |     |     |     |
| Abacus Data         | 18 Sep 2021 | 1,271   | 31             | 32          | 21   | 6    | 3    | 6    | 1     |     |     |     |     |
| Ipsos               | 18 Sep 2021 | 2,359   | 32             | 31          | 21   | 7    | 3    | 4    | 1     |     |     |     |     |
| Angus Reid          | 18 Sep 2021 | 2,042   | 32             | 30          | 20   | 7    | 3    | 5    | 1     |     |     |     |     |
| EKOS                | 17 Sep 2021 | 1,422   | 27.7           | 30.6        | 20.0 | 7.3  | 4.5  | 9.1  | 1     |     |     |     |     |
| Nanos Research      | 17 Sep 2021 | 1,241   | 29.2           | 31.3        | 20.9 | 6.4  | 3.9  | 7.3  | 1.0   |     |     |     |     |
| Mainstreet Research | 17 Sep 2021 | 1,871   | 30.8           | 31.0        | 19.9 | 6.6  | 2.5  | 8.4  | 0.9   |     |     |     |     |
| Abacus Data         | 17 Sep 2021 | 1,333   | 32             | 33          | 21   | 6    | 2    | 5    | 1     |     |     |     |     |
| Leger               | 17 Sep 2021 | 2,147   | 33             | 32          | 19   | 7    | 2    | 6    | 1     |     |     |     |     |
| EKOS                | 16 Sep 2021 | 1,384   | 30.6           | 30.4        | 18.5 | 7.0  | 4.1  | 8.5  | 0.9   |     |     |     |     |
| Nanos Research      | 16 Sep 2021 | 1,228   | 30.4           | 31.9        | 20.3 | 5.8  | 3.2  | 7.5  | 0.8   |     |     |     |     |
| Mainstreet Research | 16 Sep 2021 | 1,749   | 31.9           | 29.5        | 19.5 | 6.4  | 3.0  | 8.8  | 0.9   |     |     |     |     |
| Abacus Data         | 16 Sep 2021 | 1,604   | 30             | 34          | 21   | 6    | 3    | 5    | 1     |     |     |     |     |
| Campaign Research   | 16 Sep 2021 | 5,163   | 31             | 31          | 21   | 7    | 4    | 5    | 1     |     |     |     |     |
| EKOS                | 15 Sep 2021 | 1,446   | 30.4           | 32.1        | 18.4 | 6.3  | 3.8  | 8.2  | 0.7   |     |     |     |     |
| Nanos Research      | 15 Sep 2021 | 1,237   | 30.3           | 31.9        | 21.2 | 6.4  | 3.2  | 6.7  | 0.4   |     |     |     |     |
| Mainstreet Research | 15 Sep 2021 | 1,753   | 32.0           | 30.2        | 18.9 | 6.4  | 2.9  | 8.7  | 0.8   |     |     |     |     |
| Abacus Data         | 15 Sep 2021 | 1,578   | 31             | 33          | 22   | 5    | 3    | 5    | 2     |     |     |     |     |
| EKOS                | 14 Sep 2021 | 1,322   | 31.8           | 31.8        | 19.1 | 6.4  | 3.3  | 6.9  | 0.7   |     |     |     |     |
| Nanos Research      | 14 Sep 2021 | 1,281   | 31.2           | 30.5        | 21.4 | 6.2  | 3.7  | 6.8  | 0.3   |     |     |     |     |
| Mainstreet Research | 14 Sep 2021 | 1,774   | 31.4           | 31.4        | 17.5 | 7.0  | 3.3  | 8.7  | 0.6   |     |     |     |     |
| EKOS                | 13 Sep 2021 | 1,241   | 32.2           | 31.2        | 19.4 | 6.2  | 3.1  | 7.3  | 0.6   |     |     |     |     |
| Research Co.        | 13 Sep 2021 | 1,000   | 30             | 34          | 20   | 7    | 3    | 5    | 1     |     |     |     |     |
| Nanos Research      | 13 Sep 2021 | 1,264   | 31.2           | 32.3        | 18.9 | 6.4  | 3.8  | 6.7  | 0.8   |     |     |     |     |
| Mainstreet Research | 13 Sep 2021 | 1,732   | 29.5           | 33.5        | 16.4 | 7.5  | 3.3  | 9.1  | 0.7   |     |     |     |     |
| Ipsos               | 13 Sep 2021 | 2,001   | 32             | 32          | 21   | 7    | 4    | 3    | 1     |     |     |     |     |
| Leger               | 13 Sep 2021 | 2,001   | 32             | 32          | 20   | 7    | 3    | 5    | 1     |     |     |     |     |
| Earnscliffe/Leger   | 12 Sep 2021 | 1,549   | 32             | 32          | 20   | 7    | 4    | 5    | 1     |     |     |     |     |
| Innovative Research | 12 Sep 2021 | 3,203   | 28             | 33          | 22   | 7    | 4    | 4    | 1     |     |     |     |     |
| EKOS                | 12 Sep 2021 | 1,115   | 31.9           | 30.3        | 20.3 | 6.0  | 3.7  | 7.0  | 0.8   |     |     |     |     |
| Nanos Research      | 12 Sep 2021 | 1,268   | 30.2           | 33.2        | 18.6 | 6.8  | 3.8  | 6.6  | 0.8   |     |     |     |     |
| Mainstreet Research | 12 Sep 2021 | 1,711   | 28.6           | 33.5        | 17.1 | 7.9  | 3.7  | 8.4  | 0.9   |     |     |     |     |
| Abacus Data         | 12 Sep 2021 | 2,000   | 32             | 32          | 21   | 6    | 3    | 4    | 2     |     |     |     |     |
| Angus Reid          | 12 Sep 2021 | 1,840   | 32             | 30          | 21   | 7    | 2    | 6    | 2     |     |     |     |     |
| Counsel             | 11 Sep 2021 | 3,320   | 30.2           | 29.7        | 21.9 | 6.5  | 4.4  | 5.6  | 1.7   |     |     |     |     |
| EKOS                | 11 Sep 2021 | 1,162   | 32.8           | 31.1        | 19.0 | 4.7  | 3.9  | 7.8  | 0.7   |     |     |     |     |
| Nanos Research      | 11 Sep 2021 | 1,252   | 30.7           | 34.0        | 18.6 | 6.6  | 4.1  | 5.1  | 0.9   |     |     |     |     |
| Mainstreet Research | 11 Sep 2021 | 1,706   | 29.4           | 33.4        | 17.6 | 7.4  | 3.1  | 8.1  | 1.0   |     |     |     |     |
| Forum Research      | 10 Sep 2021 | 1,579   | 31             | 28          | 18   | 8    | 4    | 9    | 2     |     |     |     |     |
| EKOS                | 10 Sep 2021 | 1,238   | 30.9           | 30.4        | 19.9 | 4.6  | 4.3  | 9.1  | 0.8   |     |     |     |     |
| Nanos Research      | 10 Sep 2021 | 1,249   | 30.1           | 34.4        | 19.0 | 6.4  | 4.6  | 5.0  | 0.7   |     |     |     |     |
| Mainstreet Research | 10 Sep 2021 | 1,751   | 30.2           | 33.9        | 17.9 | 6.4  | 2.6  | 7.9  | 1.0   |     |     |     |     |
| EKOS                | 10 Sep 2021 | 1,303   | 33.2           | 29.7        | 16.7 | 4.3  | 3.8  | 11.7 | 0.6   |     |     |     |     |
| Nanos Research      | 9 Sep 2021  | 1,269   | 33.3           | 31.3        | 19.2 | 6.6  | 3.8  | 5.0  | 0.9   |     |     |     |     |
| Mainstreet Research | 9 Sep 2021  | 1,776   | 32.0           | 32.9        | 18.5 | 5.3  | 2.2  | 8.4  | 0.8   |     |     |     |     |
| EKOS                | 8 Sep 2021  | 1,365   | 33.6           | 30.7        | 15.7 | 4.1  | 4.1  | 11.2 | 0.7   |     |     |     |     |
| Nanos Research      | 8 Sep 2021  | 1,266   | 32.6           | 30.6        | 20.3 | 5.5  | 4.2  | 5.3  | 1.4   |     |     |     |     |
| Mainstreet Research | 8 Sep 2021  | 1,768   | 32.9           | 32.3        | 19.0 | 5.5  | 1.9  | 7.9  | 0.5   |     |     |     |     |
| EKOS                | 7 Sep 2021  | 1,100   | 34             | 32          | 16   | 4    | 3    | 10   | N/A   |     |     |     |     |
| Mainstreet Research | 7 Sep 2021  | 1,755   | 33.5           | 30.0        | 20.7 | 5.5  | 2.2  | 7.6  | 0.4   |     |     |     |     |
| Nanos Research      | 7 Sep 2021  | 1,200   | 32.6           | 31.6        | 21.1 | 5.0  | 4.4  | 4.3  | 0.9   |     |     |     |     |
| EKOS                | 6 Sep 2021  | 1,062   | 33.7           | 30.8        | 19.2 | 3.8  | 3.8  | 7.9  | 0.8   |     |     |     |     |
| Mainstreet Research | 6 Sep 2021  | 1,794   | 33.5           | 31.1        | 19.6 | 6.4  | 2.4  | 6.4  | 0.6   |     |     |     |     |
| Ipsos               | 6 Sep 2021  | 1,500   | 35             | 32          | 21   | 7    | 2    | 2    | N/A   |     |     |     |     |
| Angus Reid          | 6 Sep 2021  | 1,709   | 35             | 32          | 20   | 6    | 2    | 5    | 1     |     |     |     |     |
| Abacus Data         | 6 Sep 2021  | 2,875   | 32             | 32          | 21   | 7    | 3    | 3    | 1     |     |     |     |     |
| EKOS                | 5 Sep 2021  | 1,053   | 34.1           | 27.9        | 20.3 | 5.6  | 3.6  | 7.9  | 0.7   |     |     |     |     |
| Nanos Research      | 5 Sep 2021  | 1,200   | 32.0           | 34.1        | 20.9 | 4.0  | 4.5  | 3.8  | 0.6   |     |     |     |     |
| Mainstreet Research | 5 Sep 2021  | 1,857   | 34.0           | 31.1        | 18.4 | 6.2  | 2.6  | 6.7  | 0.9   |     |     |     |     |
| EKOS                | 4 Sep 2021  | 1,158   | 34.5           | 28.1        | 20.5 | 4.8  | 4.4  | 6.9  | 0.8   |     |     |     |     |
| Nanos Research      | 4 Sep 2021  | 1,200   | 34.9           | 33.4        | 18.9 | 4.8  | 4.2  | 3.5  | 0.4   |     |     |     |     |
| Mainstreet Research | 4 Sep 2021  | 1,842   | 34.6           | 31.8        | 17.5 | 6.3  | 2.3  | 6.3  | 1.3   |     |     |     |     |
| Abacus Data         | 4 Sep 2021  | 2,692   | 33             | 32          | 21   | 7    | 3    | 3    | 1     |     |     |     |     |
| EKOS                | 3 Sep 2021  | 1,274   | 35.0           | 28.8        | 19.6 | 4.9  | 4.6  | 6.3  | 0.8   |     |     |     |     |
| Nanos Research      | 3 Sep 2021  | 1,200   | 35.5           | 33.0        | 18.7 | 4.1  | 4.4  | 3.9  | 0.4   |     |     |     |     |
| Mainstreet Research | 3 Sep 2021  | 1,820   | 34.3           | 32.1        | 18.2 | 5.6  | 2.2  | 6.5  | 1.2   |     |     |     |     |
| EKOS                | 2 Sep 2021  | 1,161   | 35.8           | 29.5        | 19.4 | 3.9  | 4.5  | 5.8  | 0.9   |     |     |     |     |
| Nanos Research      | 2 Sep 2021  | 1,200   | 35.7           | 30.7        | 18.3 | 5.5  | 4.5  | 4.8  | 0.5   |     |     |     |     |
| Mainstreet Research | 2 Sep 2021  | 1,792   | 35.9           | 30.7        | 18.8 | 5.1  | 2.4  | 5.9  | 1.3   |     |     |     |     |
| EKOS                | 1 Sep 2021  | 1,152   | 35.5           | 30.7        | 18.8 | 4.7  | 3.7  | 5.8  | 0.8   |     |     |     |     |
| Nanos Research      | 1 Sep 2021  | 1,200   | 34.2           | 30.5        | 20.1 | 6.0  | 4.0  | 4.8  | 0.3   |     |     |     |     |
| Mainstreet Research | 1 Sep 2021  | 1,757   | 36.0           | 30.9        | 18.7 | 4.8  | 2.6  | 5.8  | 1.3   |     |     |     |     |
| Campaign Research   | 1 Sep 2021  | 3,011   | 33             | 30          | 22   | 6    | 4    | 4    | 1     |     |     |     |     |
| EKOS                | 31 Ago 2021 | 1,122   | 36.0           | 30.7        | 18.9 | 5.3  | 3.2  | 5.2  | 0.7   |     |     |     |     |
| Nanos Research      | 31 Ago 2021 | 1,200   | 33.7           | 31.0        | 20.3 | 6.8  | 3.5  | 4.1  | 0.6   |     |     |     |     |
| Mainstreet Research | 31 Ago 2021 | 1,703   | 37.1           | 29.2        | 19.1 | 4.7  | 2.8  | 5.7  | 1.3   |     |     |     |     |
| EKOS                | 30 Ago 2021 | 942     | 35.9           | 31.3        | 18.0 | 5.8  | 3.2  | 5.0  | 0.7   |     |     |     |     |
| Research Co.        | 30 Ago 2021 | 1,000   | 32             | 33          | 22   | 6    | 4    | 3    | <1    |     |     |     |     |
| Nanos Research      | 30 Ago 2021 | 1,200   | 32.5           | 33.2        | 19.2 | 6.4  | 4.6  | 3.3  | 0.7   |     |     |     |     |
| Mainstreet Research | 30 Ago 2021 | 1,763   | 36.9           | 29.2        | 18.8 | 5.7  | 2.7  | 5.7  | 1.0   |     |     |     |     |
| Ipsos               | 30 Ago 2021 | 1,501   | 32             | 31          | 23   | 7    | 4    | 1    | 2     |     |     |     |     |
| Leger               | 30 Ago 2021 | 2,005   | 34             | 30          | 24   | 7    | 2    | 3    | 1     |     |     |     |     |
| Innovative Research | 30 Ago 2021 | 2,806   | 29             | 32          | 23   | 8    | 4    | 4    | 1     |     |     |     |     |
| Earnscliffe/Leger   | 29 Ago 2021 | 1,544   | 34             | 30          | 24   | 7    | 3    | 2    | 1     |     |     |     |     |
| Angus Reid          | 29 Ago 2021 | 1,639   | 33             | 30          | 21   | 7    | 3    | 4    | 2     |     |     |     |     |
| Nanos Research      | 29 Ago 2021 | 1,200   | 32.7           | 31.3        | 20.0 | 5.8  | 5.9  | 3.6  | 0.6   |     |     |     |     |
| Mainstreet Research | 29 Ago 2021 | 1,767   | 37.6           | 28.5        | 19.3 | 6.3  | 2.5  | 5.1  | 0.6   |     |     |     |     |
| EKOS                | 29 Ago 2021 | 1,232   | 36.8           | 29.4        | 19.3 | 5.6  | 3.2  | 5.0  | 0.7   |     |     |     |     |
| Abacus Data         | 29 Ago 2021 | 2,000   | 32             | 33          | 22   | 8    | 2    | 3    | 1     |     |     |     |     |
| Nanos Research      | 28 Ago 2021 | 1,200   | 33.2           | 31.1        | 19.9 | 5.5  | 5.7  | 4.2  | 0.4   |     |     |     |     |
| Mainstreet Research | 28 Ago 2021 | 1,759   | 37.8           | 28.3        | 19.4 | 6.9  | 2.2  | 4.9  | 0.5   |     |     |     |     |
| EKOS                | 28 Ago 2021 | 1,166   | 36.7           | 29.1        | 17.7 | 5.5  | 3.7  | 6.5  | 0.7   |     |     |     |     |
| Nanos Research      | 28 Ago 2021 | 1,200   | 33.3           | 30.8        | 21.7 | 5.3  | 4.9  | 3.8  | 0.3   |     |     |     |     |
| Mainstreet Research | 27 Ago 2021 | 1,684   | 37.4           | 29.3        | 19.6 | 6.2  | 2.4  | 4.5  | 0.6   |     |     |     |     |
| EKOS                | 27 Ago 2021 | 1,426   | 34.8           | 28.5        | 19.8 | 5.5  | 3.8  | 6.8  | 0.8   |     |     |     |     |
| Nanos Research      | 26 Ago 2021 | 1,200   | 33.6           | 33.4        | 19.9 | 5.3  | 4.6  | 3.1  | 0.2   |     |     |     |     |
| Mainstreet Research | 26 Ago 2021 | 1,619   | 36.8           | 31.4        | 18.5 | 5.4  | 2.6  | 4.3  | 1.0   |     |     |     |     |
| EKOS                | 26 Ago 2021 | 1,424   | 34.5           | 29.0        | 20.3 | 5.1  | 4.2  | 6.3  | 0.6   |     |     |     |     |
| Nanos Research      | 25 Ago 2021 | 1,200   | 34.4           | 33.6        | 18.9 | 5.3  | 4.3  | 3.1  | 0.3   |     |     |     |     |
| Mainstreet Research | 25 Ago 2021 | 1,549   | 34.7           | 31.8        | 19.1 | 5.4  | 3.1  | 4.6  | 1.3   |     |     |     |     |
| EKOS                | 25 Ago 2021 | 1,352   | 32.8           | 29.4        | 20.7 | 6.0  | 3.8  | 6.7  | 0.7   |     |     |     |     |
| Nanos Research      | 24 Ago 2021 | 1,200   | 32.7           | 35.9        | 16.8 | 5.6  | 4.8  | 3.7  | 0.5   |     |     |     |     |
| Mainstreet Research | 24 Ago 2021 | 1,417   | 33.7           | 31.2        | 19.0 | 6.0  | 3.1  | 5.8  | 1.2   |     |     |     |     |
| EKOS                | 24 Ago 2021 | 1,233   | 32.2           | 31.4        | 20.5 | 5.7  | 3.5  | 5.7  | 0.9   |     |     |     |     |
| Nanos Research      | 23 Ago 2021 | 1,200   | 33.2           | 33.5        | 18.9 | 5.4  | 4.7  | 3.6  | 0.7   |     |     |     |     |
| Mainstreet Research | 23 Ago 2021 | 1,369   | 32.3           | 30.0        | 19.0 | 7.0  | 3.3  | 7.4  | 0.9   |     |     |     |     |
| EKOS                | 23 Ago 2021 | 1,192   | 32.8           | 32.0        | 19.6 | 6.2  | 3.5  | 5.0  | 0.8   |     |     |     |     |
| Ipsos               | 23 Ago 2021 | 1,500   | 32             | 33          | 21   | 6    | 5    | 2    | 1     |     |     |     |     |
| Angus Reid          | 23 Ago 2021 | 1,692   | 31             | 33          | 22   | 7    | 3    | 3    | 1     |     |     |     |     |
| Earnscliffe/Leger   | 22 Ago 2021 | 1,527   | 30             | 33          | 21   | 7    | 4    | 3    | 1     |     |     |     |     |
| Leger               | 22 Ago 2021 | 2,002   | 31             | 33          | 21   | 7    | 4    | 3    | 1     |     |     |     |     |
| Nanos Research      | 22 Ago 2021 | 1,200   | 31.4           | 32.5        | 20.8 | 6.1  | 5.1  | 3.3  | 0.8   |     |     |     |     |
| Mainstreet Research | 22 Ago 2021 | 1,467   | 31.7           | 32.4        | 18.2 | 5.9  | 3.3  | 6.6  | 1.0   |     |     |     |     |
| EKOS                | 22 Ago 2021 | 1,207   | 31.7           | 32.9        | 17.0 | 6.9  | 4.3  | 6.3  | 0.9   |     |     |     |     |
| Abacus Data         | 22 Ago 2021 | 2,000   | 29             | 33          | 23   | 6    | 3    | 4    | 2     |     |     |     |     |
| Nanos Research      | 21 Ago 2021 | 1,200   | 32.4           | 34.3        | 19.3 | 6.3  | 4.5  | 2.4  | 0.8   |     |     |     |     |
| Mainstreet Research | 21 Ago 2021 | 1,425   | 30.9           | 34.0        | 19.7 | 5.9  | 3.4  | 5.1  | 1.0   |     |     |     |     |
| EKOS                | 21 Ago 2021 | 1,293   | 32.8           | 32.4        | 16.6 | 6.1  | 5.2  | 6.1  | 0.8   |     |     |     |     |
| Nanos Research      | 20 Ago 2021 | 1,200   | 32.3           | 34.2        | 20.2 | 6.1  | 4.3  | 2.1  | 0.9   |     |     |     |     |
| EKOS                | 20 Ago 2021 | 1,444   | 32.9           | 31.4        | 18.3 | 6.2  | 4.9  | 5.7  | 0.6   |     |     |     |     |
| Mainstreet Research | 20 Ago 2021 | 1,449   | 32.6           | 33.9        | 19.3 | 4.9  | 3.7  | 4.4  | 1.3   |     |     |     |     |
| EKOS                | 19 Ago 2021 | 1,426   | 31.9           | 32.5        | 19.2 | 5.7  | 4.9  | 5.2  | 0.7   |     |     |     |     |
| Mainstreet Research | 19 Ago 2021 | 1,433   | 33.1           | 33.4        | 19.8 | 5.0  | 3.6  | 4.0  | 1.1   |     |     |     |     |
| Counsel             | 18 Ago 2021 | 3,499   | 28.5           | 30.3        | 21.7 | 7.8  | 4.8  | 4.3  | 2.6   |     |     |     |     |
| EKOS                | 18 Ago 2021 | 1,281   | 32.0           | 33.3        | 20.1 | 5.5  | 4.5  | 3.9  | 0.7   |     |     |     |     |
| Mainstreet Research | 18 Ago 2021 | 1,571   | 33.0           | 33.6        | 18.4 | 5.5  | 4.0  | 4.5  | 1.1   |     |     |     |     |
| EKOS                | 17 Ago 2021 | 913     | 30.6           | 34.3        | 21.0 | 5.4  | 4.2  | 3.7  | 0.8   |     |     |     |     |
| Mainstreet Research | 17 Ago 2021 | 1,385   | 31.7           | 33.8        | 18.9 | 6.1  | 3.9  | 4.5  | 1.1   |     |     |     |     |
| Angus Reid          | 17 Ago 2021 | 1,614   | 30             | 36          | 20   | 6    | 4    | 4    | 1     |     |     |     |     |
| EKOS                | 16 Ago 2021 | 840     | 29.4           | 33.7        | 20.5 | 5.4  | 5.7  | 4.2  | 1.1   |     |     |     |     |
| Mainstreet Research | 16 Ago 2021 | 1,372   | 30             | 33          | 20   | 6    | 4    | 5    | N/A   |     |     |     |     |
| Ipsos               | 16 Ago 2021 | 2,001   | 31             | 36          | 20   | 6    | 5    | 1    | 1     |     |     |     |     |
| Innovative Research | 16 Ago 2021 | 1,412   | 26             | 38          | 21   | 6    | 4    | 3    | 1     |     |     |     |     |
| Abacus Data         | 16 Ago 2021 | 1,500   | 28             | 33          | 22   | 7    | 5    | 3    | 1     |     |     |     |     |
| Forum Research      | 15 Ago 2021 | 1,203   | 31             | 28          | 19   | 7    | 8    | 5    | 3     |     |     |     |     |
| Earnscliffe/Leger   | 15 Ago 2021 | 1,515   | 29             | 35          | 20   | 7    | 6    | 2    | 2     |     |     |     |     |
| EKOS                | 15 Ago 2021 | 856     | 30.3           | 34.8        | 17.4 | 4.2  | 6.9  | 5.1  | 1.2   |     |     |     |     |
| Leger               | 15 Ago 2021 | 2,007   | 30             | 35          | 20   | 7    | 5    | 2    | 1     |     |     |     |     |
| Mainstreet Research | 15 Ago 2021 | 1,331   | 30.1           | 33.1        | 19.1 | 5.9  | 3.9  | 5.6  | 2.2   |     |     |     |     |

## Resultados

Gráfico circular del voto popular y escaños

| ↓       |             |    |     |   |
| 160     | 119         | 32 | 25  | 2 |
| Liberal | Conservador | BQ | NDP | G |

|  | 33.74 % |

|  | 32.62 % |

|  | 17.82 % |

|  | 7.64 % |

|  | 4.94 % |

|  | 2.33 % |

|  | 0.28 % |

|  | 0.21 % |

|  | 0.19 % |

|  | 0.05 % |

|  | 0.04 % |

|  | 0.03 % |

|  | 0.03 % |

|  | 0.03 % |

|  | 0.02 % |

|  | 0.01 % |

|  | 0.01 % |

|  | 0.01 % |

|  | 0.00 % |

|  | 0.00 % |

|  | 0.00 % |

|  | 0.00 % |

|  | 0.00 % |

|  | 98.98 % |

|  | 1.02 % |

|  | 100.0 % |

|  | 62.89 % |

### Mapas

Cartograma de los resultados de las elecciones federales canadienses de 2021 utilizando circunscripciones de áreas iguales

Mapa de resultados detallados por circunscripción
Resultados por distrito electoral, retenciones y ganancias
Mapa de resultados por distrito

### Lista de diputados
A continuación una lista de los miembros electos de la Cámara de los Comunes de Canadá en el 44.º Parlamento canadiense.

## Reacciones
La notable similitud de los resultados con las elecciones federales de 2019 fue analizada por varios analistas que declararon de que las elecciones anticipadas fueron innecesarias, y sus magros resultados han dejado su huella en el electorado. Una encuesta realizada por Maru Public Opinion reveló que el 77 por ciento de los encuestados cree que Canadá está más dividido que nunca, y el 52 por ciento siente que el sistema democrático de Canadá está roto.

### Partidos políticos
Algunos politólogos y comentaristas debatieron sobre el mejor desempeño del Partido Popular (PPC), en comparación con las elecciones federales de 2019, contribuyó a que los conservadores bajo el liderazgo de Erin O'Toole perdieran ante los liberales. El CEO de Investigación de Mainstreet, Quito Maggi y el profesor de ciencias políticas de la Universidad de Toronto, Nelson Wiseman, declararon que el PPC fue el responsable de la pérdida de los conservadores en al menos diez escaños. Los votos obtenidos por los candidatos del PPC fueron mayores que el margen de victoria en circunscripciones, donde el candidato conservadores quedaron en segundo lugar (12 en Ontario, 5 en Columbia Británica, 2 en Alberta, uno en Quebec y uno en Terranova). De esos escaños, 14 fueron para los Liberales, seis para el NDP y uno para el BQ; sin embargo, se ha descrito como una simple generalización, ya que una cantidad significativa de apoyo del PPC surgió de votantes no conservadores.
- Partido Conservador: Miembros del Consejo Nacional del Partido Conservador realizaron llamados a Erin O'Toole para anticipar la próximas elección del líder del partido, programada para 2023. Sin embargo recibió el apoyo de otros miembros del partido.[181][182]
- Partido Verde: Ante los resultados más bajos del partido desde las elecciones de noviembre de 2000 con solo dos escaños, la líder del partido, Annamie Paul presentó su renuncia como líder el 27 de septiembre de 2021.[183] La exlíder del partido Elizabeth May pidió una investigación para determinar las razones de la derrota del partido.